# Pelinu (okręg Călărași)
Pelinu – wieś w Rumunii, w okręgu Călărași, w gminie Dor Mărunt. W 2011 roku liczyła 108 mieszkańców.